# کارباس

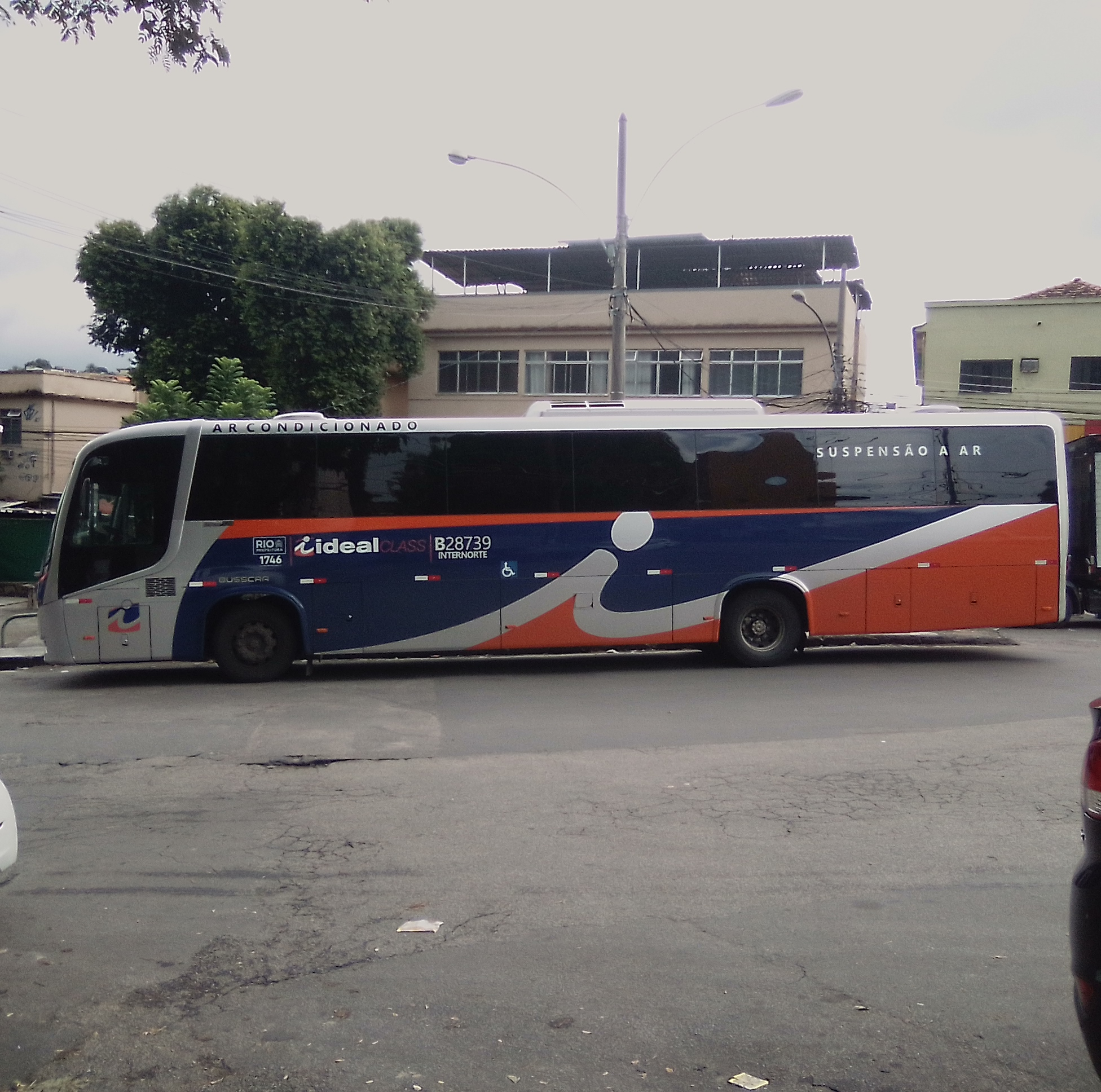
یک اتوبوس محصولی از شرکت کارباس - ۲۰۲۱

کارباس (انگلیسی: Carbuss) شرکت اتوبوس‌سازی برزیلی است، که در سال ۲۰۱۷ تأسیس شد.